# الحملة الصليبية الرابعة
الحملة الصليبية الرابعة (1202–1204) كانت حملة مسيحية مسلحة دعا إليها البابا إينوسنت الثالث. كان هدفها المعلَن استعادة مدينة القدس من أيدي المسلمين، من خلال غزو السلطنة الأيوبية المصرية القوية أولًا، إذ كانت أقوى ولاية إسلامية في ذلك الحين. وصلت سلسلة الأحداث السياسية والاقتصادية إلى ذروتها عندما نهب الجيش الصليبي مدينة القسطنطينية (عاصمة الإمبراطورية البيزنطية التي كان يحكمها مسيحيون) في عام 1204، بدلًا من مصر التي كان التغلب عليها هو المخطط الأصلي.
في أواخر 1202 دفعت مشكلات مالية جيش الصليبيين إلى حِصار زارا ونهبها، وهي مدينة كاثوليكية على ساحل البحر الأدرياتيكي الذي كان تحت سيطرة فينيسيّة. عندما علم البابا ذلك، حرم الجيش الصليبي كنيسيًّا. في يناير عام 1203 عاهدت القيادة الصليبية، وهي في طريقها إلى القدس، الأمير البيزنطي ألكسيوس أنجيلوس على تحويل الحملة الصليبية إلى القسطنطينية وإعادة والده المخلوع إسحاق أنجيلوس إلى عرش الإمبراطورية. صار هدف الحملة الصليبية هو الزحف إلى القدس بعد ذلك، مرتكِزة إلى الدعم المالي والعسكري البيزنطي الموعود. في 23 يونيو عام 1203 وصل الجيش الصليبي الرئيس إلى القسطنطينية، في حين واصلت الفِرق الأخرى (التي ربما كانت أغلبية الصليبيين) طريقها إلى عكا.
في أغسطس عام 1203، بعد حصار القسطنطينية، تنصّب ألكسيوس إمبراطورًا مساعدًا، لكنه خُلع في يناير عام 1204 بانتفاضة شعبية، فلم يكن بوسع الصليبيين أن يحصلوا منه على الأموال الموعودة. بعد أن قُتل ألكسيوس في 8 فبراير، قرر الصليبيون غزو المدينة غزوًا صريحًا. في أبريل عام 1204 نهبوا ثروات المدينة الهائلة واستولوا عليها. بعد ذلك لم يواصل الزحف إلى الأرض المقدسة إلا عدد قليل من الصليبيين.
بعد غزو القسطنطينية قُسمت الإمبراطورية البيزنطية إلى ثلاث إمبراطوريات هي: نيقية وطرابزون وإپيروس. أسس الصليبيون بعد ذلك دولة صليبية جديدة في المنطقة التي كانت قبل ذلك بيزنطية، وسُميت فرانكوقراطية، وكثيرا ما اعتمدت على إمبراطورية القسطنطينية اللاتينية. أدى قيام ولايات صليبية لاتينية من فوره إلى حرب مع الإمبراطورية البلغارية والولايات البيزنطية الوارثة. في الآخر استردت الإمبراطورية النيقيةُ القسطنطينيةَ، وأعادت الإمبراطورية البيزنطية إلى نصابها في عام 1261.
تُعد الحملة الصليبية الرابعة من ما عزز الانشقاق العظيم، وأحدثت صدعا لا جبر له، وساهمت في اضمحلال الإمبراطورية البيزنطية، وقد مهدت السبيل أمام فتوحات المسلمين للأناضول والبلقان في القرون اللاحقة.

## خلفية

### خسارة القدس في هدنة 1198
بين عامَي 1174 و1187 تمكن السلطان الأيوبي صلاح الدين من الاستيلاء على معظم الولايات الصليبية في الشرق الأدنى. كما استحوذ الأيوبيون على القدس بعد حصارها في عام 1187. بعد ذلك قلل صلاح الدين عدد الولايات الصليبية إلى حوالي 3 مدن على طول ساحل البحر هي: صور وطرابلس وأنطاكية.
انطلقت الحملة الصليبية الثالثة (1189–1192) بعدما سقطت القدس، بهدف استردادها. نجحت بالفعل في استعادة أراض شاسعة، وإعادة إقامة مملكة القدس. لم تُسترد مدينة القدس نفسها، لكن استُردت مدينتا عكا ويافا الساحليتان المهمتان. في 2 سبتمبر عام 1192 وقّع صلاح الدين معاهدة يافا، منهيًا تلك الحملة الصليبية. كانت مدة المعاهدة ثلاث سنين وثمانية شهور.
صحب الحملة الصليبية ازدياد كبير في التوتر القديم بين الإمبراطورية البيزنطية والولايات الإقطاعية في غرب أوروبا. أثناء الحملة الصليبية كان فريدرش الأول بربروسا (الإمبراطور الروماني) شبه محاصر للقسطنطينية، لأن البيزنطيين لم يزودوه بممر آمن عبر الدردنيل. اشتبه البيزنطيون من ناحيتهم في أنه يتآمر مع إقليمَي صربيا وبلغاريا البيزنطيين المنفصلين. كان ريتشارد الأول ملك إنجلترا قد حاصر أيضًا إقليم قبرص البيزنطي المنفصل. وبدلًا من أن يرد الجزيرة إلى الإمبراطورية، باعها فرسان الهيكل.
مات صلاح الدين في 4 مارس عام 1193، قبل انقضاء مدة المعاهدة، وحصل نزاع على إمبراطوريته وقُسمت بين اثنين من إخوته وثلاثة من أولاده. وقّع حاكم القدس الجديد، هنري الثاني كونت شامبانيا، تمديدًا للمعاهدة مع السلطان العزيز عماد الدين عثمان. في عام 1197 انخرقت معاهدة السلام بوصول الحملة الصليبية الألمانية. هاجم الألمان، بلا إذن من هنري الثاني، منطقة دمشق التي كانت تحت سيطرة العادل سيف الدين أحمد، الذي رد بالهجوم على يافا. حال موت هنري المفاجئ دون إعفاء الميناء، وأخذت المدينة بالقوة. مع ذلك نجح الألمان في التغلب على بيروت في الشمال.

## الهجوم على زارا

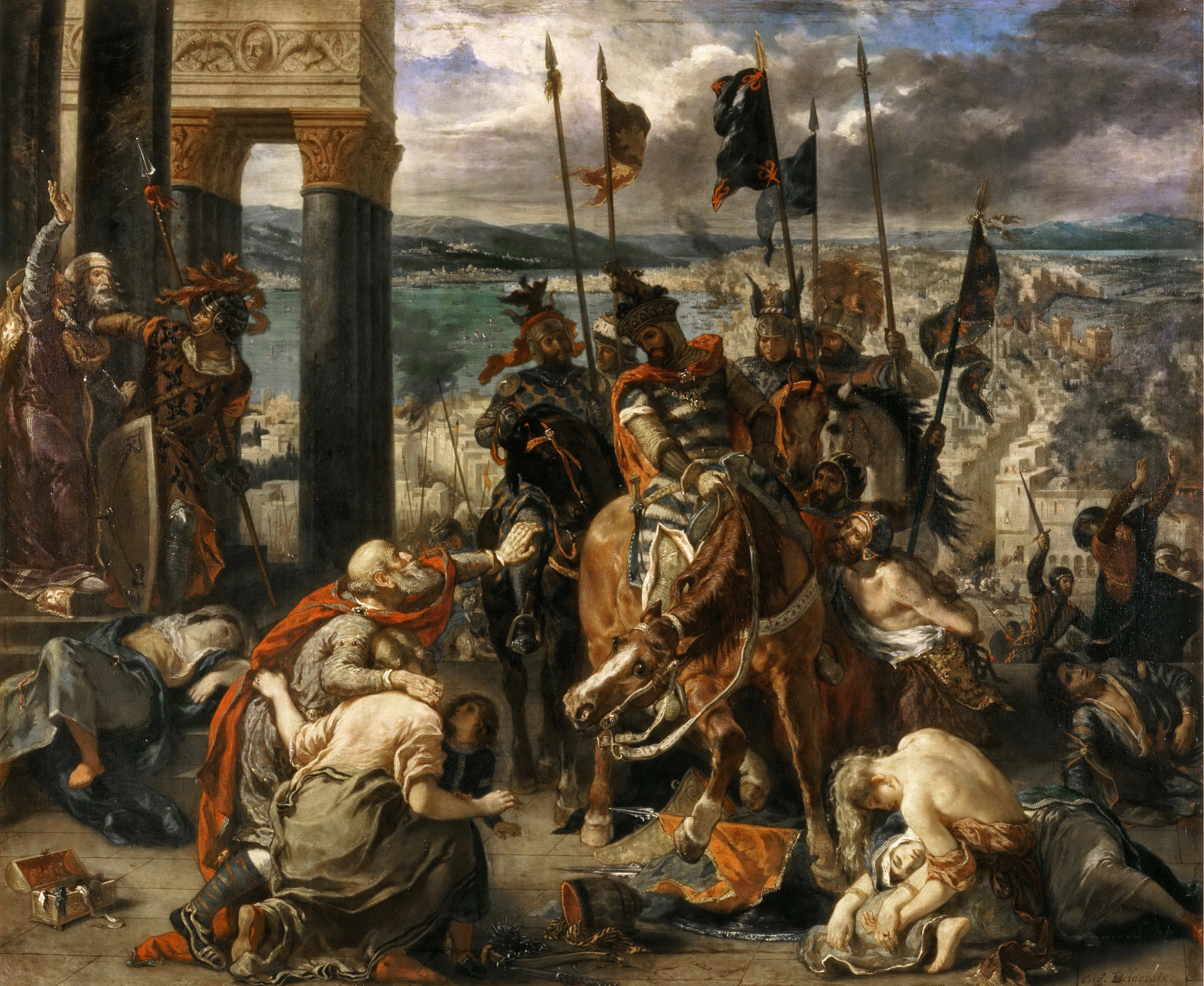
دخول الصليبيين إلى القسطنطينية

يؤكد بعض المؤرخين إن الدوق إنريكو داندولو، دوق البندقية العجوز، كان قد رسم المعاهدة بين الصليبين وتجار البندقية بشكل يتحكم بالقوات الصليبيية، فقد كان يقدّر ان الصليبيين لن يستطيعوا جمع العدد الكافي من المقاتلين وبالتالي سيقعون في أزمة مالية يكونون فيها مثقلين بالديون للبندقية، وهذا ما حصل، وتحولت الحملة الموجهة إلى مصر إلى حملة معادية للامبراطورية البيزنطية المسيحية الشرقية. وأصبحت الحملة عبارة عن تدمير لمنافسي البندقية في التجارة في المتوسط، فنحو صيف 1202 اخذت تتجمع شيئا فشيئا في البندقية فصائل الصليبيين الفرنسيين الذين شكلوا أغلبية الجيش والالمان والإيطاليين، ولكن عددهم لم يكف لتسديد الديون المترتبة، مما جعلهم تحت رحمة البندقيين الذين كانوا يمدوهم بالطعام والسفن، ولكن في أغسطس 1202، وصل إلى البندقية القائد الأعلى للصليبيين بونيفاس دي مونفيرات، وتواطأ بونيفاس مع دوق البندقية على تحويل الهجوم، ففي 8 أكتوبر 1202 أبحر أسطول الصليبيين من البندقية وحاصر زارا المجرية التي دافعت دفاعا مستميتا، وأصبحت زادار تحت حكم البندقية.
أعرب الكرسي الرسولي عن غضب يليق بالحادثة، ولكنه لم يتخذ إجراءات فعلية، فهدد بحرم الفرسان من الكنيسة، ولكن الهجوم كان إلى حد ما في مصلحته، فكان وسيلة لتوحيد الكنيسة تحت رايته، فكان تأكيده لتحريم الاستيلاء على أملاك الروم (بيزنطة) مشوبا بفجوات مثل "إلا إذا شرعوا يقيمون دون تبصر العوائق أمام حملتكم"، وفي 24 مايو 1203، غادر الاسطول كورفو التي كانت محطة له إلى القسطنطينية.
في القسطنطينية واجه الصليبيون خصم ضعيف، فبيزنطة أرهقتها الحملات السابقة، والاتاوى والضرائب المتزايدة وتناقص واردات الدولة، فوصلوا إلى شواطئها في 23 يونيو، وبدأت العمليات العسكرية في 5 يوليو 1203، ففر امبراطور بيزنطة الكسيوس الثالث، وعمليا استسلمت القسطنطينية البالغ تعداد سكانها زهاء 100 ألف في 17 يوليو 1203. وجرى تقسيم بيزنطة بين الصليبيين والبندقية ودمرت آثار ثقافة عريقة، وأصبحت أحداث 1202-1204 تظهر الصليبيين على أنهم ليسوا حماة أتقياء للدين ولكن مغامرون جشعون، وأصبحت الحملات بحاجة إلى تبريرات بعد أن كانت أمرا إلهيا باسم الكنيسة.
وبعد هذه الحملة أهملت قضية القدس بضع سنوات، واستغرق البابا اينوقنتيوس الثالث كليا في الشؤون الأوروبية المعقدة والمشوشة، فكان إن شغله النزاع الإنجليزي الفرنسي، والصراع بين الأحزاب الإقطاعية في ألمانيا وتنظيم عدوان الفرسان الألمان على شعوب منطقة البلطيق، ولا سيما خنق الهرطقة (الادعاءات الضلالية) الالبيجية (Albigensian) في جنوب فرنسا بين عامي 1209 و1212، التي اعتبرت من قبل بعض المؤرخين واحدة من الحملات الصليبية!